# Strv m/31
Стридсвагн м/31 (швед. Stridsvagn m/31, stridsvagn — танк), сокращённо — Стрв м/31 (швед. Strv m/31), заводское обозначение — Ландсверк Л-10 (швед. Landsverk L-10) — шведский лёгкий танк. Разработан компанией «Ландсверк» (швед. Landsverk) в 1930 году на основе лёгкого танка L-5 и в 1935 году принят на вооружение шведской армии. Всего было произведено 3 машины.

## История создания
В 1930 году на основе танка Landsverk L-5 конструкторским отделом компании «Ландсверк» было спроектировано два танка — Landsverk L-10 и L-30. Вооружение у танков было одинаковое. Основное различие было в наличии у L-30 колёсно-гусеничного хода.
Landsverk L-30 казался более перспективным из-за достаточно хороших скоростных характеристик (на гусеницах — 35 км/ч, на колёсах — 75 км/ч), но, как показали испытания, L-30 не обладал какими-либо существенными преимуществами перед L-10: колёсно-гусеничный ход был достаточно сложен, а проходимость у L-30 была хуже, чем у L-10. Кроме того, L-10 превосходил L-30 по бронированию (от 8 до 24 мм у L-10 и от 6 до 14 мм у L-30).
В результате шведская армия приняла на вооружение танки Landsverk L-10 под обозначением Strv m/31. Был сделан заказ на 3 машины. Изготовление и испытания этих танков затянулись, и в результате танки прибыли в части лишь в 1935 году.

## Описание конструкции
Strv m/31 имел отделение управления в лобовой, боевое отделение — в средней и моторно-трансмиссионное отделение — в кормовой части машины. Штатный экипаж машины состоял из четырёх человек.

### Броневой корпус и башня
Корпус и башня Strv m/31 собирались из листов катаной брони при помощи сварки и имели толщину от 8 до 24 мм.

### Вооружение
Вооружение Strv m/31 состояло из одной 37-мм пушки «Бофорс» (швед. Bofors) и двух 6,5-мм пулемётов.

### Двигатели и трансмиссия
На Strv m/31 устанавливался V-образный 12-цилиндровый бензиновый двигатель «Майбах» ДСО 8 (нем. Maybach DSO 8) мощностью 150 л. с.

## Оценка машины
Для своего времени Strv m/31 был вполне современным танком. Он имел сварной корпус и башню, смотровой перископ, радиостанцию и хорошее вооружение.
Большинство танков того времени были вооружены только пулемётами, и калибр пушки, если она была, обычно не превышал 37 мм.
Сварная броня имела ряд преимуществ перед клёпаной. При попадании снаряда в танк, даже если снаряд и не пробивал броню, заклёпки отлетали и ранили членов экипажа. Кроме того, сварная броня была легче.
Смотровой перископ позволял членам экипажа вести наблюдение за полем боя или за дорогой, не высовывая головы из танка и не подвергая свою жизнь опасности.
До появления радиостанций танкистам приходилась по пояс вылезать из башни и передавать сообщения сигнальными флагами.

## Где можно увидеть
- Швеция — Танковый музей в Аксвелле[швед.].